# AM 0644-741
AM 0644-741 és una galàxia lenticular i una galàxia anular, la qual es troba a uns 300 milions anys llum a la part sud de la constel·lació del  Peix volador. El nucli groguenc va ser una vegada el centre d'una galàxia espiral normal i l'anell que envolta el seu nucli actualment posseeix uns 150.000 anys-llum de diàmetre. En teoria, aquest anell es va formar després de topar amb una altra galàxia, fet que provocà un col·lapse gravitacional que va acumular la pols dispersa; cosa que va produir la formació de noves estrelles que posteriorment es van allunyar del centre formant l'actual anell de la galàxia. Aquest anell és una regió extremadament activa, on permanentment es formen estrelles blaves molt massives i calentes.
La regió rosada al llarg de l'anell conforma un núvol enrarit de gas hidrogen incandescent el qual pren un color fluorescent a causa del constant bombardeig de llum ultraviolada provinent de les joves estrelles blaves. Els models de simulació galàctica suggereixen que l'anell de l'AM 0644-741 continuarà expandint durant 300 milions d'anys abans de començar a desintegrar-se.